# 3. szimfónia (Beethoven)
Ludwig van Beethoven 1803-ban, mintegy fél év alatt írta az Eroica névre is hallgató 3., Esz-dúr szimfóniáját (op. 55.), a mű bemutatójára azonban csak két évvel később, 1805-ben került sor, ugyanis közben a szerzőt a Fidelio premierje és a nyomdai előkészítések foglalták le. A szimfónia, a zenetörténet egyik fordulópontja. Ezzel a művével Beethoven végképp széttépte azt a köteléket, amely a régi formákhoz és művészethez kötötte. Összes művében láthatjuk ezt a fajta törekvést, de egyetlen műve sem jelentett olyan hatalmas előrelépést, mint a 3. szimfónia. 

## Keletkezése, háttere
Beethoven 1803-ban fogott hozzá a szimfóniához, és köztudomásúan Bonaparte Napóleon, a Francia Köztársaság első konzulja előtt akart tisztelegni vele. 1798-ban a zeneszerző megismerkedett a Bécsben tartózkodó Jean-Baptiste Bernadotte francia tábornokkal, aki már ekkor rábeszélte, írjon egy zeneművet Bonaparte konzul dicsőítésére. Beethoven megbarátkozott a gondolattal, maga is sokra tartotta Bonapartét, akiben a szabadság eszméjének megtestesítőjét látta. Az évek során művészete is olyan magas fokra fejlődött, hogy a szimfónia műfajának újjáteremtett formáját nagy jelentőségű, korszakos mondanivaló kifejezésére használhatta. Tisztelte Napóleont, „…nem a zseniális hadvezért, hanem a minden ellenállást letörő, végtelen energiájú férfiút, aki a forradalmi lázban szenvedő Franciaország viszonyai békésen rendezte és mégsem vágyódik a korona után, pedig csak a kezét kellene kinyújtania utána, hanem mint polgár, konzul akarja szolgálni hazáját.”
Amikor viszont 1804-ben Napóleon császárrá koronáztatta magát, Beethoven, a meggyőződéses demokrata dühösen kitörölte a kotta címoldaláról az ajánlást. A mű 1806-ban megjelent első kiadásának címlapján már ez állt: „Sinfonia eroica … composta per festeggiare il sovvenire di un grand’Uomo…” (Hősi szimfónia … egy nagy ember emlékének megünneplésére…). Tegyük hozzá mindehhez, hogy Beethoven haragja utóbb megenyhült Napóleon császár iránt, és bukását őszintén fájlalta. Amikor 1821-ben értesült a császár elhunytáról, állítólag ezt mondta: „Tizenhét esztendővel ezelőtt megírtam már a zenét, amely erre a szomorú eseményre illik.”
A Lichnowsky hercegtől hallott adatok alapján Schindler is lényegében hasonlóan mondja el ezt az eseményt, így elbeszélésüket hitelesnek tekinthetjük, egyetlen kiegészítő helyesbítéssel: a történet második részében vázolt indulatos eset nem történhetett korábban, mint 1804 májusa, amikor Bonaparte császárrá koronázásának híre Bécsbe érkezett. Ekkorra a partitúrának teljesen kész kellett lennie. A legrégebbi változatok (a gyászinduló zenéjéhez 1801-ből) még megelőzték a 2. szimfónia előkészületét, ám a kidolgozás valódi részét Beethoven 1803 folyamán és 1804 első felében végezte.

## Tételek

### 1. tétel – Allegro con brio
- Nem tudod lejátszani a fájlt? Olvasd el a Wikipédia:Médiafájlok lapot.

A tétel formája szonátaforma, amit Beethoven kibővít, illetve változtat meg úgy, hogy a hagyományostól eltérően, a mellékes, átvezető, lezáró részek is hasonló hangsúlyt kapnak, ezáltal felborul a klasszikus szonátaforma egyensúlya. A tétel elején nincs lassú bevezetés, helyette két hatalmas Esz-dúr akkord adja meg a hangnemi környezetet, ami után azonnal a főtéma következik. Szinte átvezetés nélkül jutunk el a melléktémához, amelyet egy második melléktéma követ. Ez utóbbi után már a zárótémacsoport kezdődik. A tételnek egyik különlegessége, hogy a zárótémacsoport és a kóda jóval hosszabb, mint az expozíció többi része. Ez a tétel Beethovennek méret szerint is a leghatalmasabb, legterjedelmesebb szimfóniatétele.

### 2. tétel – Marcia funebre. Adagio assai
Formailag a tétel rondóformában megépített, öt nagy részre tagolható gyászinduló. Az első rész maga a gyászinduló, amely komor c-moll hangzataival nyitja a tételt. A Maggiore feliratú második rész a szokásos triónak felel meg, amely immár C-dúrban szólal meg. A harmadik rész ismét visszatér a c-mollhoz, ami nem más, mint az első rész megismétlése, azzal a különbséggel, hogy f-mollba modulál, mely hangnemben szólal meg a negyedik rész. Ebben az első téma egy motívuma van gazdag ellenpontozással feldolgozva. Az ötödik rész az alaphangnemben ismétli az első részt, majd egy kóda zárja a tételt.

### 3. tétel – Scherzo. Allegro vivace
„A harmadik tételben ismét az erő nyilatkozik meg, de ennek az erőnek fékevesztett romboló hatását elvette a fájdalom. Ez az erő nem pusztítani, hanem teremteni akar. (…) E tételben a hőst, az embert új oldaláról ismerhetjük meg: aki a bánat és szomorúság helyett a vidám alkotó tevékenységét választotta” – írta Wagner a tételről.
A vázlatok tanúsága szerint Beethoven eredetileg egy menüettet tervezett a scherzo helyett, ennek ellenére erős a hangulati zökkenő a második és harmadik tétel között, és ez sok vitát eredményezett akkoriban is. Paul Bekker német zenekritikus a második és a harmadik tétel felcserélését javasolta, indoklásul, hogy a 9. szimfóniában (ezen kívül más műveiben, például az op. 59/1-es vonósnégyesében) is végrehajtotta a középtételek ezen cseréjét a szerző. Ha Beethoven valójában így akarta volna, akkor írásban hagyta volna ránk szándékát. A harmadik szimfónia komponálásának idején Beethoven már nem riadt vissza semmiféle újítástól, amit művészi szempontból szükségesnek vagy helyesnek látott, így egyértelmű, hogy tudatosan és tervszerűen helyezte így egymás mellé a két tételt.

### 4. tétel – Finale. Allegro molto

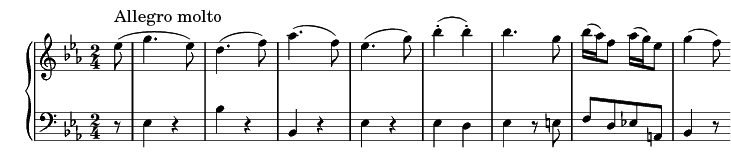
A 4. tétel főtémája

Formailag a finálé egy szabad építkezésű páros variáció. A témát Beethoven az Eroica előtt már többször feldolgozta, időrendben először egy 1800 körül íródott kontratáncban (WoO. 14/7), majd a Prométheusz teremtményei című balett fináléjában is. A tétel egy gondosan megszerkesztett és bonyolult kontrapunktikus munka, amelyről Felix Weingartner a következőt írta: „…a koncepció vakmerőségében és a polifon munka tökéletességében messze túlhaladja az 'Eroica' többi tételeit, s hozzá képest Mozart Jupiter-szimfóniájának fugafináléja valóságos gyerekjáték”.

## Hangszerelés
A szimfónia hangszerelése: két fuvola, két oboa, két klarinét, két fagott, három kürt, két trombita, üstdob és a vonósok (I. hegedű, II. hegedű, brácsa, cselló, nagybőgő).
Már maga a hangszerelés elárulja, hogy a zeneköltő továbblépett elődeinél a szimfonikus zenekar összeállítását illetően. Erős és fényes hangszíneket kívánt, ezért a szokásos két kürt mellé egy harmadikat is előírt, és a rézfúvósoktól megkövetelte, hogy jelentős részt vegyenek a dinamikai fokozásban.

## Premier és fogadtatás

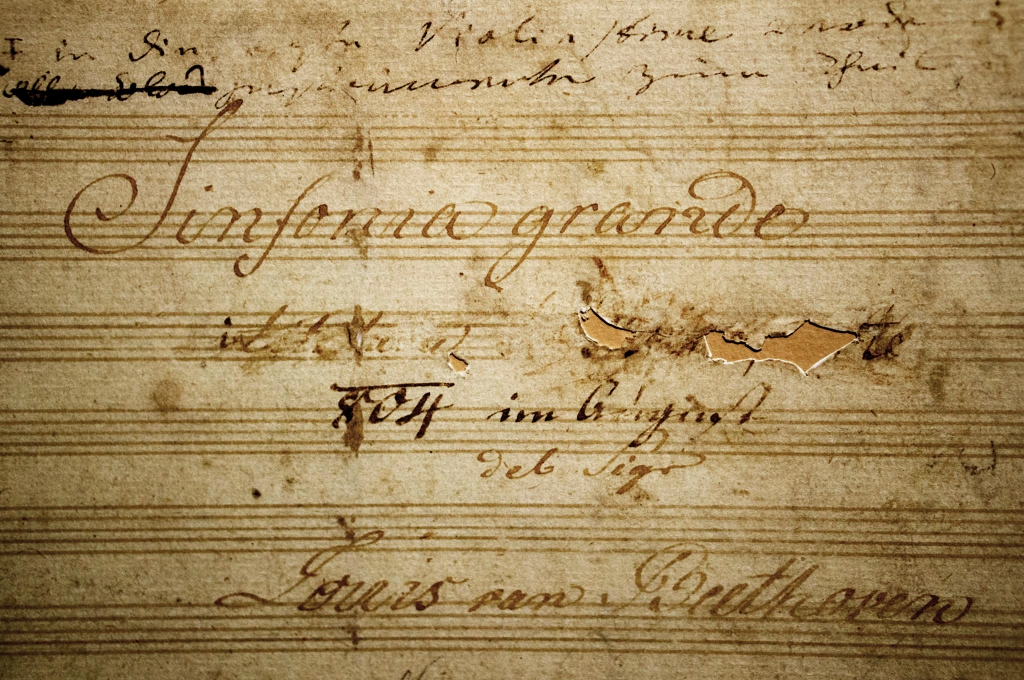
Az Eroica kéziratának javított címoldala

Beethoven 1804 májusára fejezte be a partitúrát, a bemutatóra pedig 1805. április 7-én került sor a Theater an der Wienben. Bár nem jegyezték fel, hogy az előadás milyen volt, minden bizonnyal a szerző hatalmas feladat elé állította nemcsak a zenészeket, de a hallgatóságot is. Egy gigantikus szimfóniával szembesültek, amely minden addiginál hosszabb és dúsabb hangzású. A kritikusok nyugtalankodtak, a vélemények megoszlottak. A nagy tekintélyű lipcsei Allgemeine Musicalische Zeitung bécsi tudósítója kezdetben sehogyan nem tudott eligazodni rajta, így írt róla: Ez a hosszú, nehezen előadható szerzemény valójában egy rendkívül terjedelmes, merész és vad fantázia. Bővelkedik az erőteljes és a tehetséges szerzőre valló, megindító és szép részletekben, de gyakran figyelmen kívül hagyja a törvényszerűségeket… Jelen sorok írója egyike Beethoven legőszintébb csodálóinak, de kénytelen beismerni, hogy e művében számos harsány és torz elem van, amely felettébb megnehezíti egészben való megragadását, miáltal az egység érzete szinte teljesen elvész. Párizsban 1811-ben adták elő először, elsöprő sikerrel. Ezután azonban a politikai fejlemények miatt fellángolt erős németellenes hangulat jó másfél évtizedre útjába állt az előadásnak.
A szimfónia 1807 februárjában kiadott nyomtatott változatának alkalmából részletes írás jelent meg róla az említett lipcsei zenelap hasábjain, de ekkor már a csodálat hangján írtak a szimfóniáról. Ettől kezdve a mű előadásai töretlen sikernek örvendenek világszerte. Rossini 1822-ben Bécsben hallotta az Eroicát, és – amint azt Wagnernek egy beszélgetésben később bevallotta – „alig tudott bámulatából magához térni”. Ezzel szemben Carl Maria von Weber rendkívül negatív hangú pamfletet írt róla, amelyben még Beethoven tehetségét is megkérdőjelezte.
Hasonlóan, mint a 9. szimfónia esetében, Wagner itt is lendületes költői magyarázattal sietett a közönség segítségére. Komoly érdemének tudhatjuk be, hogy erőteljesen szembeszállt azokkal, akik mindenáron katonai programot, „csatazenét” akartak belemagyarázni: „Először is a 'hősi' elnevezést a legtágabban kell értelmeznünk, semmiképp sem szabad valamiféle katonai hősre gondolnunk. Ragadjuk meg a 'hőst' egész, teljes emberként, aki a legtökéletesebb és legerőteljesebb hordozója valamennyi tiszta emberi érzésnek, a szeretetnek, fájdalomnak és erőnek, így értjük meg valóban azt, amit a művész ennek a műnek magával ragadóan beszédes hangjaiban tolmácsol”.
A legfurcsább kritikát 1827 áprilisában kapta a szimfónia, az első londoni előadás alkalmából. Az egyik legkiválóbb kritikus ugyanis azt javasolta a filharmóniai társaságnak, hogy a szimfóniából, amely a gyászindulóval be van fejezve, hagyják el a két utolsó tételt, amik az előzőkkel úgy sincsenek összefüggésben.
Beethoven csupán egyetlen engedményt tett szimfóniájával kapcsolatban: azt javasolta, hogy a műsor elején játsszák, amikor még nem fáradt el a közönség. A hangverseny kezdetéhez közel kell megszólalnia, csak ekkor éri el a kívánt hatást („il suo proprio e proposto effetto” – mondta Beethoven).